# Santa Ana (Zamora)
Santa Ana (en asturleonés Santana) es una localidad española perteneciente al municipio de Alcañices en la comarca de Aliste, perteneciendo administrativamente a la provincia de Zamora y a la comunidad autónoma de Castilla y León. Es una pequeña aldea con una envidiable belleza paisajística.

## Evolución demográfica
| 2000 | 2001 | 2002 | 2003 | 2004 | 2005 | 2006 | 2007 | 2008 | 2009 | 2010 | 2011 | 2012 |
| 31   | 32   | 32   | 30   | 30   | 31   | 29   | 28   | 28   | 29   | 27   | 23   | 25   |

## Historia
Durante la Edad Media Santa Ana quedó integrado en el Reino de León, cuyos monarcas habrían acometido la repoblación de la localidad dentro del proceso repoblador llevado a cabo en Aliste. Tras la independencia de Portugal del reino leonés, en 1143, la localidad habría sufrido por su situación geográfica los conflictos entre los reinos leonés y portugués por el control de la frontera, quedando estabilizada la situación en Aliste a inicios del siglo XIII, hecho reforzado por la firma del Tratado de Alcañices en 1297.
Posteriormente, en la Edad Moderna, Santa Ana estuvo integrado en el partido de Alcañices de la provincia de Zamora, tal y como reflejaba en 1773 Tomás López en Mapa de la Provincia de Zamora. Así, al reestructurarse las provincias y crearse las actuales en 1833, la localidad se mantuvo en la provincia zamorana, dentro de la Región Leonesa, integrándose en 1834 en el partido judicial de Alcañices, dependencia que se prolongó hasta 1983, cuando fue suprimido el mismo e integrado en el Partido Judicial de Zamora.
El Diccionario geográfico-estadístico-histórico de España y sus posesiones de Ultramar dice de Santa Ana que es una localidad en la provincia de Zamora partido judicial de Alcañices (4 leguas), diócesis de Santiago (50 leguas), audiencia territorial y capitanía general de Valladolid y ayuntamiento de Villarino. Situación: en terreno montuoso. Su clima es vario, sus enfermedades más comunes, las fiebres terciarias. Tiene 44 casas, iglesia dedicada a Santa Ana, servida por un coadjutor de la matriz y buenas aguas potables.  Confina con San Mamed, Portugal y Sejas de Aliste. El terreno es de mediana calidad. Los caminos dirigen a los pueblos limítrofes y Alcañices, recibe correspondencia de Zamora.  Producción: centeno, algunas legumbres y pastos para el ganado que cría. Población: 8 vecinos, 34 almas. Capacidad de producción: 42,800 reales. Imponible: 4,346 reales. Contribución: 375 reales y 8 maravedíes.

## Fiestas
Las fiestas en Santa Ana se celebran los días 26 y 27 de julio para conmemorar la festividad de su patrona y Virgen que concede el nombre al pueblo.